# Prosta grupa
Prósta grúpa {\displaystyle F_{S}\!\,} nad dano množico {\displaystyle S\!\,} v matematiki sestoji iz vseh besed, ki jih je mogoče sestaviti iz elementov {\displaystyle S\!\,}, pri čemer se dve besedi štejeta za različni, razen če njuna enakost izhaja iz aksiomov grupe (npr. {\displaystyle st=suu^{-1}t\!\,}, vendar {\displaystyle s\neq t^{-1}\!\,} za {\displaystyle s,t,u\in S\!\,}). Elementi {\displaystyle S\!\,} se imenujejo generatorji grupe {\displaystyle F_{S}\!\,}, število generatorjev pa je rang proste grupe. Poljubna grupa {\displaystyle G\!\,} se imenuje prosta, če je izomorfna {\displaystyle F_{S}\!\,} za neko podmnožico {\displaystyle S\!\,} grupe {\displaystyle G\!\,}, torej če obstaja podmnožica {\displaystyle S\!\,} grupe {\displaystyle G\!\,}, tako da se lahko vsak element {\displaystyle G\!\,} zapiše na natanko en način kot produkt končnega števila elementov {\displaystyle S\!\,} in njihovih inverzov (brez upoštevanja trivialnih variacij, kot je {\displaystyle st=suu^{-1}t\!\,}).
Soroden, a drugačen pojem je prosta Abelova grupa – oba pojma sta posebna primera prostega objekta iz univerzalne algebre. Kot take so proste grupe definirane s svojo univerzalno lastnostjo.

## Zgodovina
Proste grupe so se prvič pojavile pri preučevanju hiperbolične geometrije kot primeri Fuchsovih grup (diskretnih grup, ki delujejo s togimi premiki (izometrijami) na hiperbolični ravnini). V članku iz leta 1882 je Walther von Dyck (1856–1934) poudaril, da imajo te grupe najpreprostejše možne predstavitve. Algebrsko preučevanje prostih grup je leta 1924 začel Jakob Nielsen (1890–1959), ki jim je dal ime in določil mnoge njihove osnovne lastnosti. Max Dehn (1878–1952) je spoznal povezavo s topologijo in dobil prvi dokaz celotnega Nielsen-Schreierjevega izreka, da je vsaka podgrupa proste grupe sama po sebi prosta. Otto Schreier (1901–1929) je leta 1927 objavil algebrski dokaz tega rezultata, Kurt Reidemeister (1893–1971) pa je v svojo knjigo o kombinatorični topologiji iz leta 1932 vključil celovito obravnavo prostih grup. Kasneje v 1930-ih je Wilhelm Magnus (1907–1990) odkril povezavo med spodnjo centralno vrsto prostih grup in prostimi Liejevimi algebrami.

## Zgledi
Grupa {\displaystyle (\mathbb {Z} ,+)\!\,} celih števil je prosta z rangom 1 – generirajoča množica je {\displaystyle S=\{1\}\!\,}. Tudi cela števila so prosta Abelova grupa, čeprav so vse proste grupe z rangom {\displaystyle \geq 2\!\,} neabelovske. Prosta grupa na dvoelementni množici {\displaystyle S\!\,} se pojavi v dokazu paradoksa Banacha in Tarskega in je opisana tam.
Po drugi strani pa nobena netrivialna končna grupa ne more biti prosta, saj imajo elementi proste generirajoče množice proste grupe neskončen red.
V algebrski topologiji je fundamentalna grupa šopka {\displaystyle k\!\,} krožnic (množica {\displaystyle k\!\,} zank, ki imajo samo eno skupno točko) prosta grupa na množici {\displaystyle k\!\,} elementov.

## Konstrukcija
Prosta grupa {\displaystyle F_{S}\!\,} s prosto generirajočo množico {\displaystyle S\!\,} se lahko skonstruira kot sledi. {\displaystyle S\!\,} je množica simbolov in naj za vsak {\displaystyle s\!\,} v {\displaystyle S\!\,} obstaja odgovarjajoči »inverzni« simbol {\displaystyle s^{-1}\!\,} v množici {\displaystyle S^{-1}\!\,}. Naj je {\displaystyle T=S\cup S^{-1}\!\,} in naj je beseda v {\displaystyle S\!\,} poljubni zapisani produkt elementov {\displaystyle T\!\,}. To pomeni, da je beseda v {\displaystyle S\!\,} element monoida, ki ga generira {\displaystyle T\!\,}. Prazna beseda je beseda brez simbolov. Na primer, če je {\displaystyle S=\{a,b,c\}\!\,}, potem je {\displaystyle T=\{a,a^{-1},b,b^{-1},c,c^{-1}\}\!\,} in:
{\displaystyle ab^{3}c^{-1}ca^{-1}c\!\,}
je beseda v {\displaystyle S\!\,}.
Če element {\displaystyle S\!\,} leži tik ob svojem inverzu, se lahko besedo poenostavi tako, da se izpusti par {\displaystyle c,c^{-1}\!\,}:
{\displaystyle ab^{3}c^{-1}ca^{-1}c\;\;\longrightarrow \;\;ab^{3}\,a^{-1}c\!\,.}
Beseda, ki se ne more več poenostaviti, se imenuje reducirana.
Prosta grupa {\displaystyle F_{S}\!\,} je definirana kot grupa vseh reduciranih besed v {\displaystyle S\!\,}, pri čemer je združevanje besed ((konkatenacija), ki mu sledi redukcija, če je potrebno) operacija grupe. Identiteta je prazna beseda.
Reducirana beseda se imenuje ciklično reducirana, če njena prva in zadnja črka nista inverzni druga drugi. Vsaka beseda je konjugirana s ciklično reducirano besedo, ciklično reducirani konjugat ciklično reducirane besede pa je ciklična permutacija črk v besedi. Na primer, {\displaystyle b^{-1}abcb\!\,} ni ciklično reducirana, ampak je konjugirana z {\displaystyle abc\!\,}, ki je ciklično reducirana. Edini ciklično reducirani konjugati besede {\displaystyle abc\!\,} so {\displaystyle abc\!\,}, {\displaystyle bca\!\,} in {\displaystyle cab\!\,}.

## Univerzalna lastnost
Prosta grupa {\displaystyle F_{S}\!\,} je univerzalna grupa, ki jo generira množica  {\displaystyle S\!\,}. To se lahko formalizira z naslednjo univerzalno lastnostjo: za poljubno funkcijo  {\displaystyle f\!\,} iz  {\displaystyle S\!\,} na grupo  {\displaystyle G\!\,} obstaja edinstveni homomorfizem {\displaystyle \varphi :F_{S}\longrightarrow G\!\,}, ki povzroči komutacijo naslednjega diagrama (kjer neimenovana preslikava označuje vključenost (inkluzijo) iz {\displaystyle S\!\,} v {\displaystyle F_{S}\!\,}):
To pomeni, da so homomorfizmi {\displaystyle F_{S}\longrightarrow G\!\,} v korespondenci ena-na-ena s funkcijami {\displaystyle S\longrightarrow G\!\,}. Za neprosto grupo bi prisotnost relacij omejila možne slike generatorjev pod homomorfizmom.
Da se vidi, kako se to nanaša na konstruktivno definicijo, se predstavlja preslikavo iz {\displaystyle S\!\,} v {\displaystyle F_{S}\!\,} kot pošiljanje vsakega simbola v besedo, ki ga sestavlja ta simbol. Za konstrukcijo {\displaystyle \varphi \!\,} za dano {\displaystyle f\!\,} se najprej upošteva, da {\displaystyle \varphi \!\,} pošlje prazno besedo v identiteto množice {\displaystyle G\!\,} G in se mora ujemati s {\displaystyle f\!\,} glede elementov množice {\displaystyle S\!\,}. Za preostale besede (ki jih sestavlja več kot en simbol) je {\displaystyle \varphi \!\,} mogoče enolično razširiti, saj je homomorfizem, oziroma {\displaystyle \varphi (a,b)=\varphi (a)\varphi (b)\!\,}.
Zgornja lastnost označuje proste grupe do izomorfizma in se včasih uporablja kot alternativna definicija. Znana je kot univerzalna lastnost prostih grup, generirajoča množica {\displaystyle S\!\,} pa se imenuje baza za {\displaystyle F_{S}\!\,}. Baza za prosto grupo ni enolično določena.
Označevanje z univerzalno lastnostjo je standardna lastnost prostih objektov v univerzalni algebri. V jeziku teorije kategorij je konstrukcija proste grupe (podobno kot večina konstrukcij prostih objektov) funktor iz kategorije množic v kategorijo grup. Ta funktor je levo adjungiran k pozabljivem funktorju od grup do množic.

## Dejstva in izreki
Nekatere lastnosti prostih grup sledijo neposredno iz definicije:
1. vsaka grupa {\displaystyle G\!\,} je homomorfna slika neke proste grupe {\displaystyle F_{S}\!\,}. Naj bo {\displaystyle S\!\,} množica generatorjev grupe {\displaystyle G\!\,}. Naravna preslikava {\displaystyle \varphi :F_{S}\longrightarrow G\!\,} je epimorfizem, kar dokazuje trditev. Enakovredno je {\displaystyle G\!\,} izomorfna kvocientni grupi neke proste grupe {\displaystyle F_{S}\!\,}. Če se lahko {\displaystyle S\!\,} izbere kot končno, potem se {\displaystyle G\!\,} imenuje končno generirana grupa. Jedro {\displaystyle \operatorname {Ker} (\varphi )\!\,} je množica vseh relacij v predstavitvi grupe {\displaystyle G\!\,} – če lahko {\displaystyle \operatorname {Ker} (\varphi )\!\,} generirajo konjugati končnega števila elementov grupe {\displaystyle F\!\,}, potem je {\displaystyle G\!\,} končno predstavljena.
2. če ima {\displaystyle S\!\,} več kot en element, potem {\displaystyle F_{S}\!\,} ni Abelova grupa in je center {\displaystyle F_{S}\!\,} pravzaprav trivialen (torej je sestavljen samo iz identitete).
3. dve prosti grupi {\displaystyle F_{S}\!\,} in {\displaystyle F_{T}\!\,} sta izomorfni, če in samo če imata {\displaystyle S\!\,} in {\displaystyle T\!\,}T enako kardinalnost. Ta kardinalnost se imenuje rang proste grupe {\displaystyle F\!\,}. Tako za vsako kardinalno število {\displaystyle k\!\,} obstaja, do izomorfizma natančno ena prosta grupa z rangom {\displaystyle k\!\,}.
4. prosta grupa s končnim rangom {\displaystyle n>1\!\,} ima eksponentno stopnjo rasti reda {\displaystyle 2n-1\!\,}.

Nekaj drugih sorodnih rezultatov je:
1. Nielsen-Schreierjev izrek: Vsaka podgrupa proste grupe je sama po sebi prosta. Nadalje, če ima prosta grupa {\displaystyle F\!\,} rang {\displaystyle n\!\,} in podgrupa {\displaystyle H\!\,} indeks {\displaystyle e\!\,} v {\displaystyle F\!\,}, potem je {\displaystyle H\!\,} prosta z rangom {\displaystyle 1+e(n-1)\!\,}.
2. prosta grupa z rangom {\displaystyle k\!\,} ima očitno podgrupe z vsemi rangi, manjšimi od {\displaystyle k\!\,}. Manj očitno pa ima (neabelovska!) prosta grupa z rangom vsaj 2 podgrupe z vsemi števnimi rangi.
3. komutatorska podgrupa proste grupe z rangom {\displaystyle k>1\!\,} ima neskončen rang – na primer za {\displaystyle F(a,b)\!\,} jo prosto generirajo komutatorji {\displaystyle [a^{m},b^{n}]\!\,} za neničelna {\displaystyle m\!\,} in {\displaystyle n\!\,}.
4. prosta grupa v dveh elementih je SQ-univerzalna – zgornje sledi, ker ima vsaka SQ-univerzalna grupa podgrupe z vsemi števnimi rangi.
5. vsaka grupa, ki deluje na drevesu prosto in ohranja usmerjenost, je prosta grupa s števnim rangom (podana z 1 plus Eulerjeva karakteristika količnika grafa).
6. Cayleyjev graf proste grupe s končnim rangom glede na prosto generirajočo množico je drevo, na katerem grupa deluje prosto in ohranja usmerjenost. Kot topološki prostor (enorazsežni simpleksni kompleks) je ta Cayleyjev graf {\displaystyle \Gamma (F)\!\,} skrčljiv. Za končno predstavljeno grupo {\displaystyle G\!\,} naravni homomorfizem, definiran zgoraj, {\displaystyle \varphi :F\longrightarrow G\!\,}, definira krovno preslikavo Cayleyjevih grafov {\displaystyle \varphi ^{*}:\Gamma (F)\longrightarrow \Gamma (G)\!\,}, pravzaprav univerzalno kritje. Zato je fundamentalna grupa Cayleyjevega grafa {\displaystyle \Gamma (G)\!\,} izomorfna jedru {\displaystyle \varphi \!\,}, normalni podgrupi relacij med generatorji {\displaystyle G\!\,}. Skrajni primer je, ko je {\displaystyle G=\{e\}\!\,}, trivialna grupa, obravnavana s toliko generatorji, kot je {\displaystyle F\!\,}, ki so vsi trivialni – Cayleyjev graf {\displaystyle \Gamma (G)\!\,} je šopek krožnic, njegova fundamentalna grupa pa je grupa {\displaystyle F\!\,} sama.
7. vsaka podgrupa proste grupe, {\displaystyle H\subset F\!\,}, ustreza krovnemu prostoru šopka krožnic, in sicer Schreierjevemu grafu kosetov {\displaystyle F/H\!\,}. To se lahko uporabi za topološki dokaz zgornjega Nielsen-Schreierjevega izreka.
8. grupoidni pristop k tem rezultatom, podan v delu Philipa Johna Higginsa spodaj, je povezan z uporabo krovnih prostorov zgoraj. Omogoča močnejše rezultate, na primer o Gruško-Neumannovem izreku in normalno obliko za fundamentalni grupoid grafa grup. Pri tem pristopu je precejšnja uporaba prostih grupoidov na usmerjenem grafu.
9. Gruško-Neumannov izrek ima posledico, da če podmnožica {\displaystyle B\!\,} proste grupe {\displaystyle F\!\,} na {\displaystyle n\!\,} elementih generira {\displaystyle F\!\,} in ima {\displaystyle n\!\,} elementov, potem {\displaystyle B\!\,} prosto generira {\displaystyle F\!\,}.

## Prosta Abelova grupa
Prosta Abelova grupa na množici {\displaystyle S\!\,} je definirana preko svoje univerzalne lastnosti na analogen način, z očitnimi spremembami: obravnava se par {\displaystyle (F,\varphi )\!\,}, kjer je {\displaystyle F\!\,} Abelova grupa in {\displaystyle \varphi :S\longrightarrow F\!\,}. {\displaystyle F\!\,} se imenuje prosta Abelova grupa na {\displaystyle S\!\,} glede na {\displaystyle \varphi \!\,}, če za poljubno Abelovo grupo {\displaystyle G\!\,} in poljubno funkcijo {\displaystyle \psi :S\longrightarrow G\!\,} obstaja takšen edinstveni homomorfizem {\displaystyle f:F\longrightarrow G\!\,}, da velja:
{\displaystyle f(\varphi (s))=\psi (s),\qquad {\text{ za vse }}s\in S\!\,.}
Prosto Abelovo grupo na {\displaystyle S\!\,} se lahko eksplicitno identificira kot prosto grupo {\displaystyle F(S)\!\,} F(S) modulo podgrupe, ki jo generirajo njeni komutatorji {\displaystyle [F(S),F(S)]\!\,}, to je njeno abelizacijo. Z drugimi besedami, prosta Abelova grupa na {\displaystyle S\!\,} je množica besed, ki so razločljive le do vrstnega reda črk. Rang proste grupe se lahko tako definira tudi kot rang njene abelizacije kot proste Abelove grupe.

## Problemi Tarskega
Okoli leta 1945 se je Alfred Tarski vprašal, ali imajo proste grupe na dveh ali več generatorjih enako teorijo prvega reda in ali je ta teorija odločljiva. Zlil Sela je leta 2006 odgovoril na prvo vprašanje tako, da je pokazal, da imata poljubni dve neabelovski prosti grupi enako teorijo prvega reda, Olga Harlampovič in Aleksej Georgijevič Mjasnikov pa sta istega leta odgovorila na obe vprašanji in pokazala, da je ta teorija odločljiva.
Podobno nerešeno (od leta 2011) vprašanje v teoriji proste verjetnosti sprašuje, ali sta von Neumannovi grupni algebri poljubnih dveh neabelovskih končno generiranih prostih grup izomorfni.